# Microteléfono

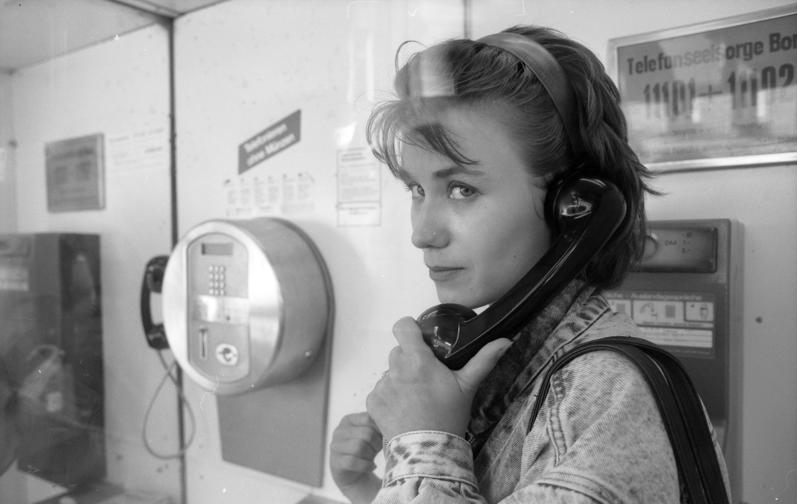
Utilizando un microteléfono

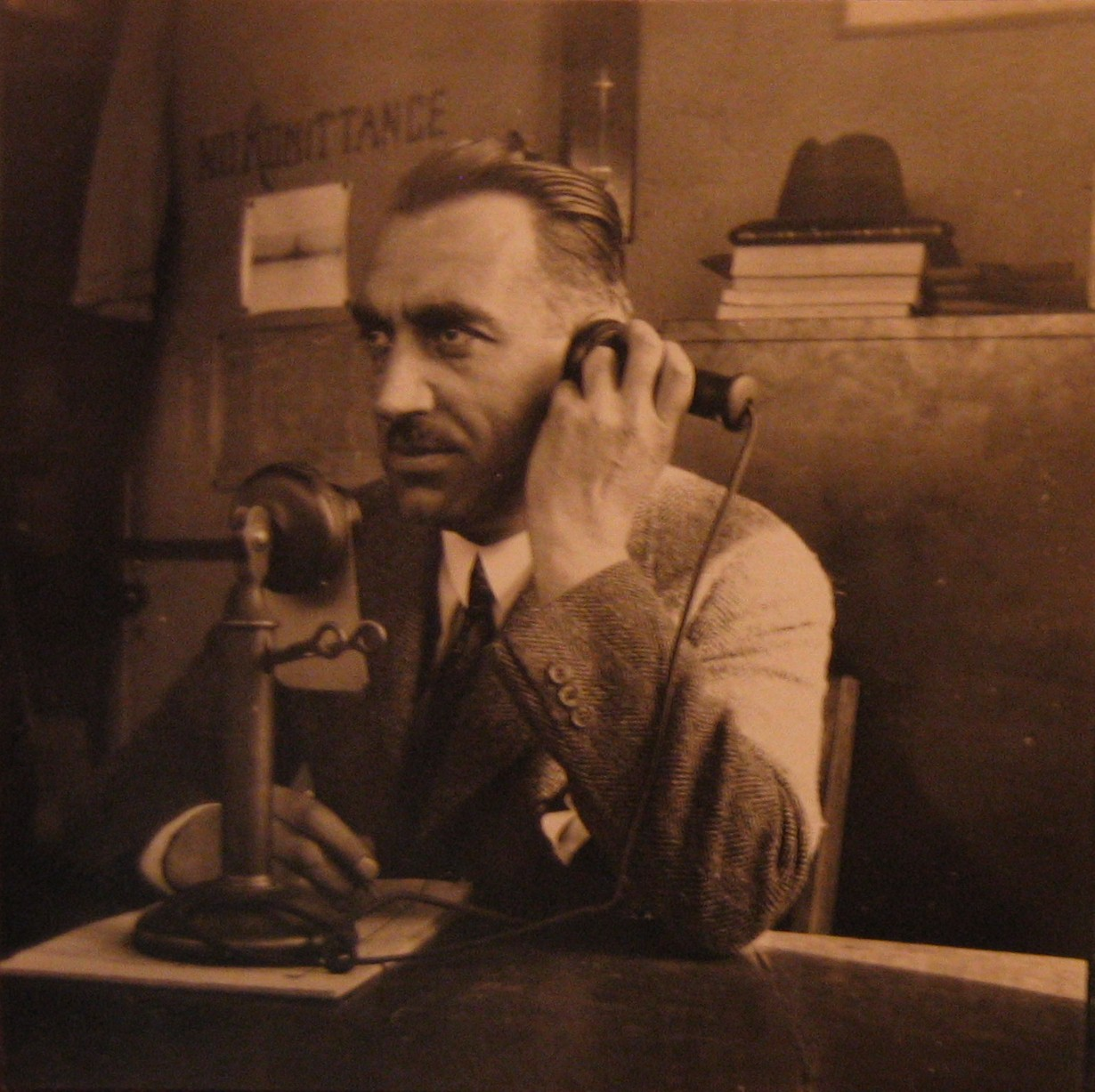
Teléfono de canelobre de principios del

En un teléfono, el microteléfono es un dispositivo que el usuario se posa a la oreja para escuchar el sonido de la línea. Los microteléfonos de hoy en día generalmente comprenden tanto el auricular como el micrófono. En los primeros teléfonos, en cambio, el micrófono estaba montado directamente sobre el propio teléfono, que a menudo se fijaba a la pared a una altura conveniente para hablar, o estaba al extremo superior de un tipo de candelabro. Los auriculares de los teléfonos recibían el nombre de receptores, un término que se aplica a menudo a los microteléfonos de hoy en día.
Hasta el advenimiento del teléfono inalámbrico, el microteléfono normalmente estaba conectado a la unidad base, mediante un cable bastante flexible (los más modernos son de tipo helicoidal).
En el caso de un teléfono móvil, la unidad entera es un transceptor de radio que se comunica con la red celular través de un repetidor que actúa como estación base exterior. Algunos teléfonos móviles antiguos instalados en coches, camiones y autobuses aparecían exactamente como un teléfonos del hogar, excepto que su base estaba generalmente atornillada en el interior del vehículo.